# Songa (Cameroun)
Pour les articles homonymes, voir Songa.
Songa est un village de la région du Centre du Cameroun, situé dans le département du Nyong-et-Kéllé et la commune de Biyouha.

## Population et développement
Lors du recensement de 2005, 121 personnes y ont été dénombrées.